# Cueva de Lezaundi
La Cueva de Lezaundi o Cueva de Lezeaundi está dentro del término comunal de la sierra de Urbasa, en Navarra. La pista que une los puertos de Urbasa y Lizarraga es el mejor camino para acceder a ella, aunque hay que tener en cuenta lo difícil que es localizar cualquier punto en esta sierra tan amesetada en su parte superior, con tan pocas referencias verticales y con tantos fenómenos kársticos.

## Historia
Es la mayor cueva de dicha sierra y su origen parece ser el hundimiento de una gran dolina, dejando una cornisa semicircular de piedra cubriendo una depresión circular. En el fondo está la entrada a la cueva.
La cornisa tiene unos setenta metros de longitud y casi treinta de desnivel. La entrada a la cueva es amplia, su longitud es de unos 450 metros y el desnivel total es de unos treinta metros.
Está enclavada en una zona ganadera de aprovechamiento estival. En sus inmediaciones hay abundantes restos de edificaciones pastoriles, llegando a formar alguna agrupación, como el caso de las txabolas de Arbitzu. Las más cercanas son utilizadas por pastores de Echarri-Aranaz (Etxarriko sariak). El interior de la cueva y la bajada se han aprovechado como refugios de ganado.
El grupo de espeleología Arrastakan, de Echarri, realizó la primera visita científica, recogiendo varios fragmentos de cerámica hecha a mano que José Miguel de Barandiarán atribuyó a la Edad de Bronce o Hierro. Posteriormente se han encontrado en las cercanías restos de época romana.
En sus inmediaciones se abatió el último lobo de Navarra el año 1981.[cita requerida]
En el catálogo espeleológico de Santesteban y Acaz está numerada como NA 1498/114.

## Datos
- Nombre: Lezaundi (en castellano Cueva grande)
- Término comunal de Urbasa
- Coordenadas:
  - X: 576 384
  - Y: 4 746 086
- Altitud 1 032 m.
- Longitud de la cueva: 450 m.
- Profundidad: 30 m.
- Restos prehistóricos